# Brauerei Greifenklau

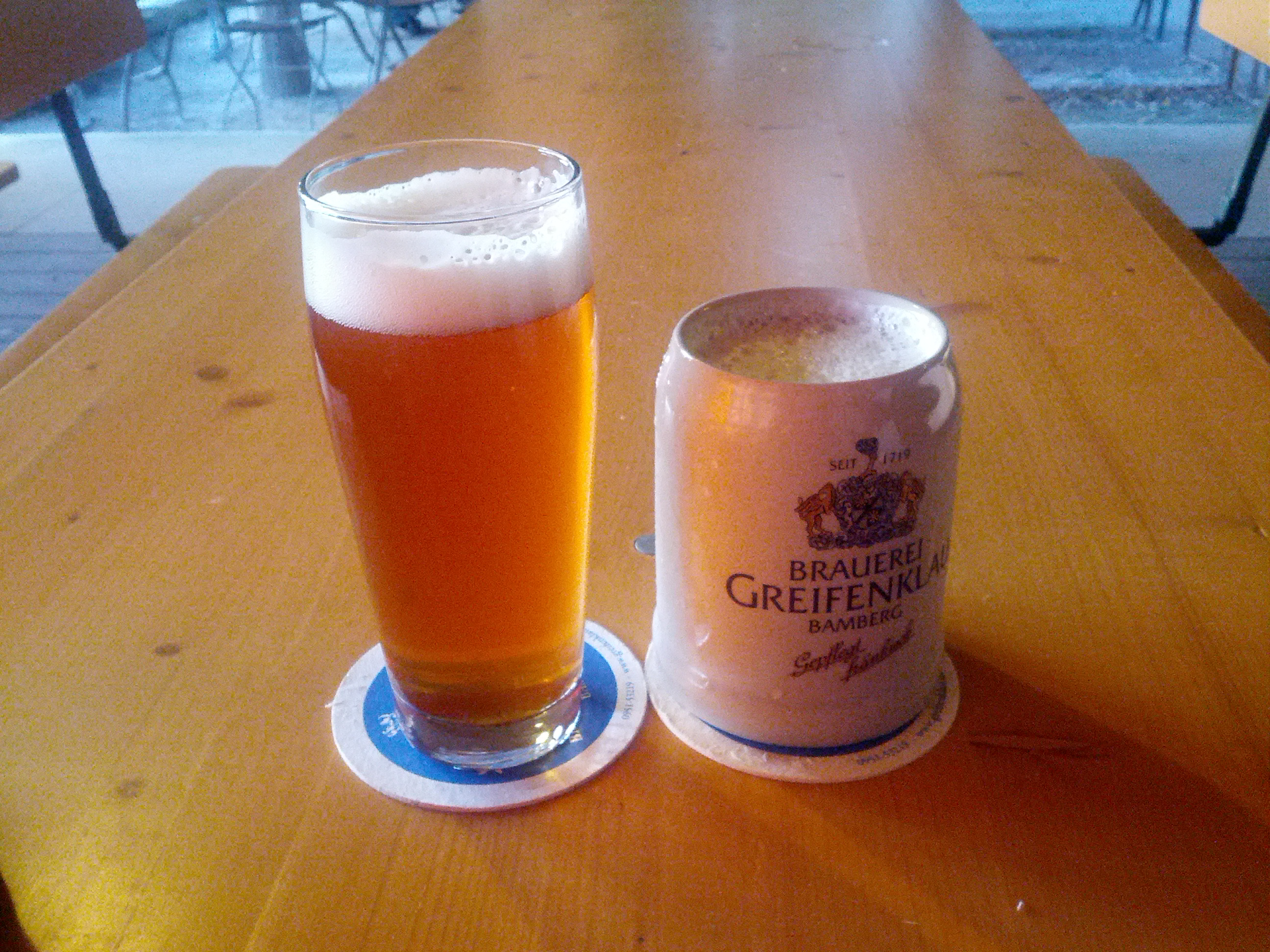
Bier der Brauerei

Die Brauerei Greifenklau GmbH ist eine Brauerei in der oberfränkischen Bierstadt Bamberg.
Im Jahr 1719 wurde sie vom Domherren Franz Friedrich Greifenklau, dem Namenspatron der Braustätte, gegründet. Seit 1914 ist sie im Besitz der Familie Brockard. Mit einem Ausstoß von 990 Hektolitern pro Jahr gehört sie zu den kleinsten Brauereien in Bamberg. Als Biersorten gibt es ein Helles, ein Lagerbier, ein Märzenbier, ein Zwickel sowie saisonal im Herbst ein helles Bockbier und im Frühjahr einen roten Frühjahrsbock. Im Mai wird das Greif-R gebraut, nach Eigenaussage ein Lagerbier mit einer Rauchnote.